# Carandía
Carandía es una localidad del municipio de Piélagos (Cantabria, España).  Esta localidad se encuentra a 36 metros de altitud sobre el nivel del mar, y está a una distancia de 3 kilómetros de la capital municipal, Renedo de Piélagos. En el año 2019 contaba con una población de 773 habitantes (INE).

## Patrimonio
El "puente colgante de Carandia", sobre el río Pas en el municipio de Piélagos, fue uno de solo cuatro de estas características encargados por el ministerio de obras públicas. Tal como relata la revista Cantabria del 8.8.1904 fue una obra de corta vida, construido en 1843 y derrumbado en 1904. Según el artículo sus medidas eran "225 pies de largo por 21 de ancho entre barandillas, elevándose 30 pies sobre el nivel de las aguas", (68,58 m.,  6,4 m.,  9,14 m.).

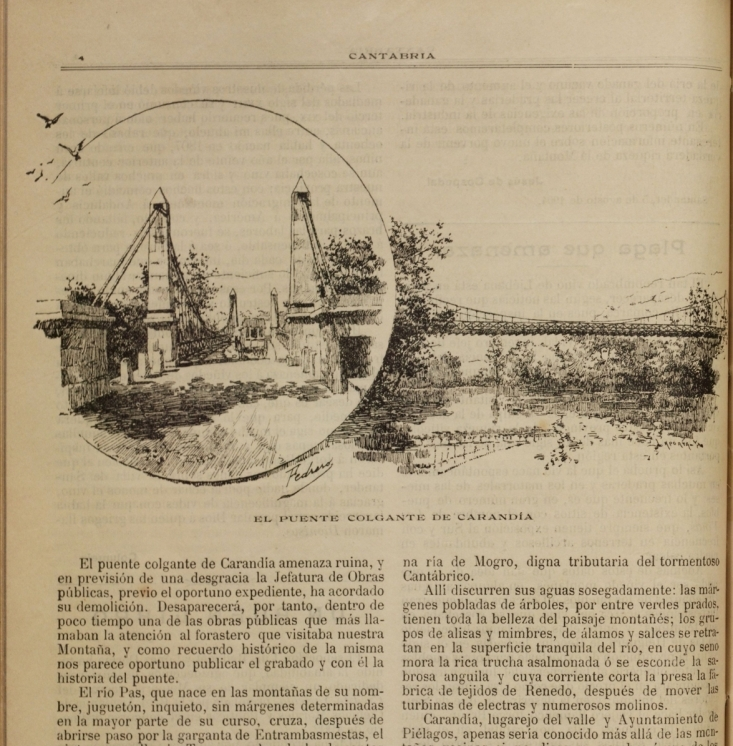
Puente colgante de Carandia, publicado 8.8.1904 en Cantabria, dibujo por Mariano Pedrero

- Datos: Q5748879
- Multimedia: Carandía / Q5748879